# Élection législative de 1981 à Wallis-et-Futuna
Les élections législatives françaises de 1981 à Wallis-et-Futuna se déroulent les 14 et 21 juin 1981. Le député sortant Benjamin Brial (RPR) fait face à quatre candidats d'opposition, dont Petelo Falelavaki de l'UDF qu'il affronte au second tour. Brial est réélu avec 51,52% des voix. L'élection, contestée auprès du Conseil Constitutionnel par les candidats vaincus, est validée le 9 octobre 1981.

## Élus
| Circonscription        | Député sortant | Parti | Parti | Député élu ou réélu | Parti | Parti |
| ---------------------- | -------------- | ----- | ----- | ------------------- | ----- | ----- |
| Circonscription unique | Benjamin Brial |       | RPR   | Benjamin Brial      |       | RPR   |

## Contexte politique
Cinq candidats sont en lice : le député sortant Benjamin Brial du Rassemblement pour la République, le père Petelo Falelavaki du parti local Lua Kae Tahi soutenu par l'Union pour la démocratie française, Esitio Ata aux couleurs du Parti socialiste (liste Unité wallisienne et futunienne pour la coutume et le progrès socialiste), ainsi qu'un candidat divers droite, Mikaele Hoatau et un divers gauche, Napole Muliloto.
Lors des élections législatives précédentes de 1978 puis de 1979, Benjamin Brial et Petelo Falelavaki s'étaient déjà affrontés, Brial parvenant à être réélu député à chaque fois. En 1979, un candidat socialiste « de dernière minute » recueille néanmoins 2,5% des suffrages.
En raison des particularismes locaux, notamment la prévalence de la religion catholique et de la coutume, mais également de l'éloignement de Wallis-et-Futuna de la métropole (« Walilsiens et Futuniens suivent de très loin la politique nationale »), l'élection de François Mitterrand comme président de la République française n'entraîne pas de « vague rose » en faveur du Parti socialiste. En effet, comme l'indique l'historien Frédéric Angleviel, dans ce territoire très catholique, l'appellation « socialiste » est vue comme synonyme de « laïcité » et donc « susceptible d'attenter aux valeurs spirituelles et coutumières locales ». Jusqu'à cette élection, la vie politique locale est structurée autour « autour du duel fratricide entre un RPR dominant et vieillissant et une UDF comportant tous les opposants au député Benjamin Brial ».

## Résultats

### Analyse
Au premier tour, Mikaele Hoatau, Esitio Ata et Napole Muliloto sont éliminés. Les trois appellent à voter contre Benjamin Brial, qui est arrivé en tête avec près de la moitié des suffrages, devant son rival Petelo Falelavaki. Au second tour, Benjamin Brial l'emporte avec 51,52% des voix,.

### Résultats par circonscription
| Candidat              | Candidat                     | Parti          | Premier tour | Premier tour | Second tour | Second tour |  |
| Candidat              | Candidat                     | Parti          | Voix         | %            | Voix        | %           |  |
| --------------------- | ---------------------------- | -------------- | ------------ | ------------ | ----------- | ----------- |  |
|                       | Benjamin Brial sortant réélu | RPR (UNM)      | 2 393        | 47,08        | 2 642       | 51,52       |  |
|                       | Petelo Falelavaki            | UDF            | 1 892        | 37,22        | 2 486       | 48,48       |  |
|                       | Mikaele Hoatau               | Divers droite  | 456          | 8,97         |             |             |  |
|                       | Esitio Ata                   | PS             | 175          | 3,44         |             |             |  |
|                       | Napole Muliloto              | Divers gauche  | 167          | 3,29         |             |             |  |
|                       |                              |                |              |              |             |             |  |
| Inscrits              | Inscrits                     | Inscrits       | 6 559        | 100,00       | 6 555       | 100,00      |  |
| Abstentions           | Abstentions                  | Abstentions    | 1 456        | 22,2         | 1 411       | 21,53       |  |
| Votants               | Votants                      | Votants        | 5 103        | 77,8         | 5 144       | 78,47       |  |
| Blancs et nuls        | Blancs et nuls               | Blancs et nuls | 20           | 0,39         | 16          | 0,31        |  |
| Exprimés              | Exprimés                     | Exprimés       | 5 083        | 99,61        | 5 128       | 99,69       |  |
| Source : Data.gouv.fr |                              |                |              |              |             |             |  |

## Contestation
L'élection est contestée trois semaines plus tard (6 juillet 1981) par les quatre candidats vaincus Petelo Falelavaki, Mikaele Hoatau, Napole Muliloto et Esitio Ata, ainsi que Basile Tui (conseiller territorial), Albert Likuvalu et Petelo Takatai (électeurs) et Soane Maiau, candidat remplaçant. ils dénoncent des pressions, la présence des chefs coutumiers dans les bureaux de vote et des irrégularités. Le Conseil Constitutionnel estime que ces irrégularités ne sont pas attestées et rejette leur demande le 9 octobre 1981.